# 国際仲裁裁判
国際仲裁裁判（こくさいちゅうさいさいばん）は、事件ごとに設置される臨時の国際裁判所によって行われる国際紛争の平和的解決手段であり、こうした裁判を行う国際裁判所のことを国際仲裁裁判所という。国際紛争のへ平和的解決のうち非裁判的手続とは区別される裁判的手続に分類されるが、裁判的手続の中でも例えば国際司法裁判所のような常設的な裁判所によって行われる司法裁判とは区別される。国際裁判の方式としては古くから用いられてきた手段であるが、今日でも司法裁判とほとんど変わらない重要性が認められている。

## 沿革
国際仲裁裁判の起源は古代ギリシャで行われていた都市国家間裁判にさかのぼると言われ、中世になると君主やローマ教皇による仲裁裁判が行われるようになっていった。中世に入るとこのような国家間の裁判は行われなくなっていったが、1794年の英米友好通商航海条約（ジェイ条約）で設置された委員会によって再び国際仲裁裁判に近い形態が用いられるようになった。ジェイ条約において英米両国は、国境画定や請求権の問題を両国が任命する仲裁委員で構成された委員会の裁判で解決することを約束したのである。このジェイ条約に基づく委員会による審理が厳密に国際仲裁裁判と言いうるものであったかについて異論もあるが、しかし当時の状況に照らして本件は「国際裁判の夜明け」との評価を受けている。
国際仲裁裁判の基礎が形成されたのは、南北戦争においてイギリスが中立義務に違反したかが争われた1872年の英米間のアラバマ号事件判決であったと言われている。アラバマ号事件では1871年5月8日に締結されたワシントン条約により英米両国は事件を国際仲裁裁判に付託することで合意し、1872年9月14日にイギリスの中立義務違反と賠償額を決定する判決が下されたが、敗訴国のイギリスが判決内容を誠実に履行したこともこの裁判が重要な意義を持つに至った要因であると評価されている。

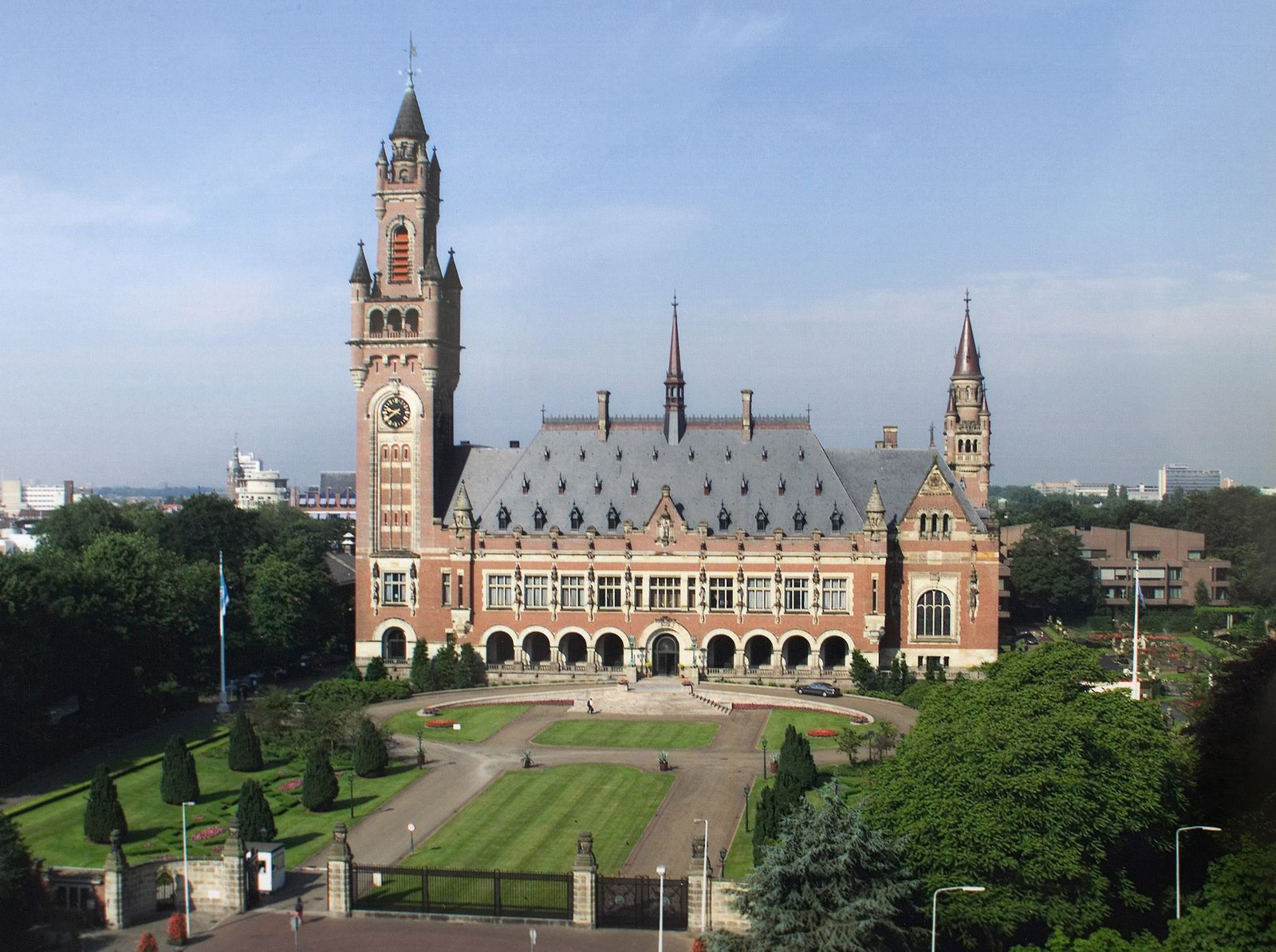
常設仲裁裁判所が設置された平和宮。

アラバマ号事件以降、現代の国際仲裁裁判と類似した国家間裁判が多く行われるようになっていった。また、万国国際法学会は1875年に国際仲裁裁判規則案を採択し、米州諸国を中心に仲裁裁判を義務化する条約が締結されていった。しかし国際仲裁裁判は裁判所の構成などあらゆる面において当事国が合意しなければ実現できないため、こうした点を克服するため常設的な仲裁裁判が求められるようになっていった。そして1899年の万国平和会議では国際紛争平和的処理条約が作成され、同条約により常設仲裁裁判所(PCA)が創設されるに至った。PCAには「常設」という名がつけられてはいたが、司法裁判とは違い法廷自体が常設されていたわけではなく紛争当事国が名簿の中から裁判官を選定することとされており、事件ごとに当事者が裁判官を選定するという仲裁裁判の本質的要素が失われたわけではなかった。
PCA設立後から第一次世界大戦前までに17件の事件についてPCAが利用された。常設国際司法裁判所(PCIJ)設立以後は国際裁判の中心的な役割をPCIJに譲ったといえるが、例えばPCIJ裁判官はPCAの裁判所裁判官総名簿に基づいて国別裁判官が指名した名簿の中から選ばれることとされていた(PCIJ規程4条1項)など、PCAとPCIJとが両立することが前提とされていた。
仲裁裁判は司法裁判と比較して裁判所の構成や裁判基準について紛争当事国の意思を尊重できる点に特徴があるが、最近では仲裁裁判においても厳格に実定国際法が適用される傾向にあるなど、仲裁裁判と司法裁判は近接する傾向にあると言える。常設の裁判所による司法裁判が発達した今日においても、国境紛争や海洋境界画定紛争のように、特定分野の紛争解決について仲裁裁判が利用される例は少なくなく、例えば国連海洋法条約では、義務的解決手続きの選択について当事国間が一致することができない場合には仲裁裁判に付託することを義務付けている(同条約287条)。
また、近年は国家と私人間の紛争に国際仲裁裁判が利用される点が注目される。第一次世界大戦以降私人の請求権の戦後処理に関して国際仲裁裁判が利用されてきたが、今日では特に国際経済紛争に対する国際仲裁裁判が注目されている。

## 付託合意
当事国の間で交わされる仲裁裁判に付託するための合意文書のことを仲裁契約という。この仲裁契約によって紛争の範囲、裁判官の選定方法、裁判手続き、裁判基準、費用分担など、当事国が必要とするあらゆる事項を当事国間で定める。仲裁裁判所は紛争当事国間の合意によってはじめて管轄権を持つこととなる。

## 裁判所の構成

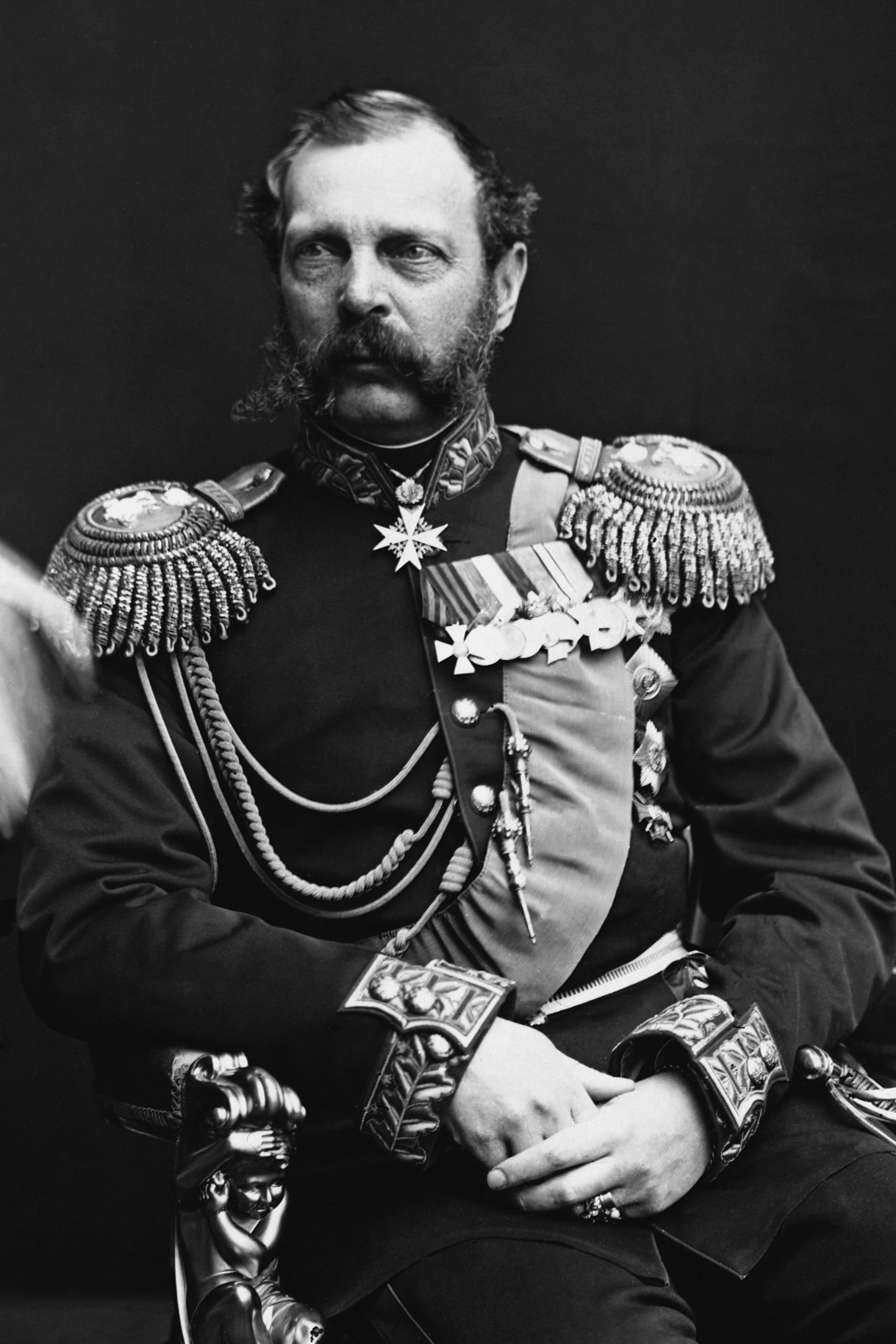
ロシア皇帝アレクサンドル2世。日本・ペルー間のマリア・ルース号事件で裁判官を務めた。

国際仲裁裁判所は紛争ごとに当事者の合意によって構成されたり、事前に条約で合意された内容に従って構成されるため、国際仲裁裁判所の構成は一定しない。例えば1875年にロシア皇帝を裁判官として日本とペルー間で争われたマリア・ルース号事件のように、かつては外国の元首1名のみを裁判官とする場合もあった。しかし一般的には裁判官の人数を3名または5名として、そのうちの1名もしくは2名を当事国が選ぶという方式がとられることが多い。国際紛争平和的処理条約では、当事国の間に特別の合意がある場合を除いては裁判官を5名として当事国が2名ずつ選ぶこととされ、そのようにして選ばれた4名の裁判官が上級裁判官を1名選ぶとされた。多くの裁判条約では、当事国が裁判官の任命を拒む場合には特定の第三者が裁判官を任命すると定められるなど、当事国が裁判官を選ばない場合であっても裁判が頓挫しないようにする工夫がみられる。

## 裁判基準
裁判の基準も当事国の合意によって定められるため一定しない。一般的には国際法を基本的な裁判基準としながら、国際法の厳格な適用を緩和することが多い。国際紛争平和的処理条約では法の尊重を基礎とすることが定められたが、これは法以外の要因を考慮して裁判を行うことを禁じる趣旨のものではないと考えられている。裁判の基準については紛争当事国の合意に委ねられる余地が大きく、例えば1908年にアメリカとカナダの間で争われたトレイル溶鉱所事件では国際法と国際慣行だけでなくアメリカの国内法と慣行までもが裁判基準として採用された。

## 判決
国際紛争平和的処理条約によれば、仲裁裁判所の判決には法的拘束力があり（37条）、拘束されるのは当事国のみに限られ上訴は認められない（81条）。この他にも国際紛争平和的処理条約では、判決の解釈が分かれる場合の解釈請求（82条）、一定の場合に認められる再審請求（83条）が定められている。

## 司法裁判との比較
国際仲裁裁判は裁判所の構成や裁判基準について紛争当事国に決定できる余地が広く、国際司法裁判所のような国際司法手続きと比較してより柔軟性があることに特徴がある。しかし例えば今日の国際仲裁裁判では、紛争当事国出身の裁判官を排除したり、より厳格な法的決定を行うなど、司法裁判に近接する傾向があるといわれる。こうした点については柔軟性に特徴がある仲裁裁判のあり方として問題視する見解もある。